# 清朝礼部尚书列表
下表列出清朝礼部尚书：

## 禮部滿尚書
| 序号 | 姓名     | 籍贯   | 上任时间                                  | 任前职务                | 卸任时间                                  | 卸任原因                |
| ---- | -------- | ------ | ----------------------------------------- | ----------------------- | ----------------------------------------- | ----------------------- |
| 1    | 郎球     | 满洲   | 顺治元年 （1644年）                       |                         | 順治六年七月丙子 （1649年8月26日）        | 兼正藍旗滿洲都統        |
| 2    | 卓羅     | 滿洲   | 順治六年九月戊辰 （1649年10月17日）       | 刑部左侍郎              | 順治七年三月癸酉 （1650年4月20日）        | 改左都御史              |
| 3    | 阿哈尼堪 | 滿洲   | 順治七年三月癸酉 （1650年4月20日）        | 兵部尚書                | 順治八年十二月 （1652年）                 | 去世                    |
| 4    | 陳泰     | 滿洲   | 順治九年正月辛巳 （1652年2月17日）        | 起用                    | 順治九年三月乙未 （1652年5月1日）         | 改鑲黃旗滿洲都統        |
| 5    | 郎球     | 滿洲   | 順治九年三月乙未 （1652年5月1日）         | 原任授                  | 順治十二年五月乙巳 （1655年6月25日）      | 改戶部尚書              |
| 6    | 恩格德   | 滿洲   | 順治十二年五月丁未 （1655年6月27日）      | 禮部左侍郎              | 順治十五年十一月甲寅 （1658年12月15日）   | 革                      |
| 7    | 渥赫     | 滿洲   | 順治十五年十二月乙酉 （1659年1月15日）    | 禮部右侍郎              | 康熙元年正月丁酉 （1662年3月12日）        | 休                      |
| 8    | 祁徹白   | 滿洲   | 康熙元年二月庚戌 （1662年3月25日）        | 禮部左侍郎              | 康熙六年三月辛巳 （1667年3月30日）        | 解                      |
| 9    | 外庫     | 覺羅   | 康熙六年三月乙酉 （1667年4月3日）         | 正紅旗滿洲副都統        | 康熙七年 （1668年）                       |                         |
| 10   | 布顏     | 滿洲   | 康熙七年六月癸未 （1668年7月24日）        | 禮部左侍郎              | 康熙八年九月乙未 （1669年9月29日）        | 解                      |
| 11   | 恩額德   | 滿洲   | 康熙八年九月甲寅 （1669年10月18日）       | 工部尚書                | 康熙十年正月辛未 （1671年2月27日）        | 病免                    |
| 12   | 祁徹白   | 滿洲   | 康熙十年正月戊寅 （1671年3月6日）         | 原任授                  | 康熙十年十一月 （1671年）                 | 休                      |
| 13   | 哈爾哈齊 | 滿洲   | 康熙十年十一月壬申 （1671年12月25日）     | 護軍統領                | 康熙十六年三月壬寅 （1677年4月27日）      | 革                      |
| 14   | 吳達禮   | 滿洲   | 康熙十六年三月癸卯 （1677年4月28日）      | 刑部尚書                | 康熙十六年八月戊午 （1677年9月10日）      | 改吏部尚書              |
| 15   | 塞色黑   | 滿洲   | 康熙十六年八月辛未 （1677年9月23日）      | 兵部尚書                | 康熙二十年二月丁亥 （1681年3月22日）      | 休                      |
| 16   | 郭四海   | 滿洲   | 康熙二十年二月己亥 （1681年4月3日）       | 兵部尚書                | 康熙二十年 （1681年）                     | 改吏部尚書              |
| 17   | 帥顏保   | 滿洲   | 康熙二十年十二月乙未 （1682年1月24日）    | 工部尚書                | 康熙二十二年正月丁卯 （1683年2月20日）    | 病免                    |
| 18   | 介山     | 滿洲   | 康熙二十二年二月丁丑 （1683年3月2日）     | 吏部尚書                | 康熙二十三年十二月乙巳 （1685年1月18日）  | 病免                    |
| 19   | 杭艾     | 滿洲   | 康熙二十三年十二月乙巳 （1685年1月18日）  | 戶部尚書                | 康熙二十四年四月戊戌 （1685年5月11日）    | 革                      |
| 20   | 哈占     | 滿洲   | 康熙二十四年四月辛丑 （1685年5月14日）    | 兵部尚書                | 康熙二十五年 （1686年）                   | 病免                    |
| 21   | 諾敏     | 滿洲   | 康熙二十五年九月庚寅 （1686年10月25日）   | 刑部尚書                | 康熙二十六年正月乙巳 （1687年3月9日）     | 改正黃旗蒙古都統        |
| 22   | 伊桑阿   | 滿洲   | 康熙二十六年二月辛亥 （1687年3月15日）    | 兵部尚書                | 康熙二十七年二月甲寅 （1688年3月12日）    | 遷文華殿大學士          |
| 23   | 麻爾圖   | 滿洲   | 康熙二十七年二月丁巳 （1688年3月15日）    | 戶部左侍郎              | 康熙二十八年五月乙巳 （1689年6月26日）    | 改戶部尚書              |
| 24   | 顧八代   | 滿洲   | 康熙二十八年五月乙巳 （1689年6月26日）    | 吏部侍郎                | 康熙三十二年九月己巳 （1693年10月27日）   | 革                      |
| 25   | 沙穆哈   | 滿洲   | 康熙三十二年十月甲戌 （1693年11月1日）    | 工部尚書                | 康熙三十三年三月丁未 （1694年4月3日）     | 革                      |
| 26   | 佛倫     | 滿洲   | 康熙三十三年三月乙卯 （1694年4月11日）    | 四川總督                | 康熙三十八年十一月己亥 （1699年12月25日） | 遷文淵閣大學士          |
| 27   | 席爾達   | 滿洲   | 康熙三十八年十一月己亥 （1699年12月25日） | 兵部尚書                | 康熙三十九年十月丁亥 （1700年12月8日）    | 改吏部尚書              |
| 28   | 席哈納   | 滿洲   | 康熙四十年十月壬申 （1701年11月18日）     | 禮部右侍郎              | 康熙四十一年九月己巳 （1702年11月10日）   | 遷文淵閣大學士          |
| 29   | 席爾達   | 滿洲   | 康熙四十一年九月己巳 （1702年11月10日）   | 吏部尚書                | 康熙四十五年 （1706年）                   | 去世                    |
| 30   | 凱音布   | 滿洲   | 康熙四十五年十二月乙巳 （1707年1月24日）  | 戶部尚書                | 康熙四十七年四月己亥 （1708年6月17日）    | 休                      |
| 31   | 富寧安   | 滿洲   | 康熙四十七年五月乙酉 （1708年6月27日）    | 左都御史                | 康熙四十八年三月己亥 （1709年5月7日）     | 改吏部尚書              |
| 32   | 穆和倫   | 滿洲   | 康熙四十八年四月甲辰 （1709年5月12日）    | 左都御史                | 康熙四十九年九月辛酉 （1710年11月20日）   | 改戶部尚書              |
| 33   | 貝和諾   | 滿洲   | 康熙四十九年九月辛酉 （1710年11月20日）   | 雲貴總督                | 康熙五十年十月丙辰 （1711年11月10日）     | 降一級調任 盛京工部侍郎 |
| 34   | 嵩祝     | 滿洲   | 康熙五十年十月丁巳 （1711年11月11日）     | 都統署理盛京將軍        | 康熙五十一年四月乙亥 （1712年5月27日）    | 遷文華殿大學士          |
| 35   | 赫碩咨   | 滿洲   | 康熙五十一年四月乙亥 （1712年5月27日）    | 工部尚書                | 康熙五十五年六月己丑 （1716年7月19日）    | 革                      |
| 36   | 荊山     | 滿洲   | 康熙五十五年六月丁酉 （1716年7月27日）    | 禮部右侍郎              | 康熙五十六年三月辛未 （1717年4月27日）    | 去世                    |
| 37   | 殷特布   | 滿洲   | 康熙五十六年四月丙申 （1717年5月22日）    | 兵部尚書                | 康熙五十六年六月乙未 （1717年7月20日）    | 革                      |
| 38   | 吞珠     | 宗室   | 康熙五十六年十月丁未 （1717年11月29日）   |                         | 康熙五十七年九月庚辰 （1718年10月28日）   | 去世                    |
| 39   | 貝和諾   | 滿洲   | 康熙五十七年十月丙午 （1718年11月23日）   | 盛京工部侍郎            | 康熙六十年二月 （1721年）                 | 去世                    |
| 40   | 賴都     | 滿洲   | 康熙六十年四月丁酉 （1721年5月2日）       | 刑部尚書                | 康熙六十一年五月壬辰 （1722年6月21日）    | 降五級調任              |
| 41   | 蘇庫     | 覺羅   | 康熙六十一年十一月庚戌 （1723年1月5日）   | 盛京工部侍郎            | 雍正元年九月庚寅 （1724年10月12日）       | 病免                    |
| 42   | 阿爾松阿 | 滿洲   | 雍正元年十月癸酉 （1723年11月24日）       |                         | 雍正元年十二月甲寅 （1724年1月4日）       | 改刑部尚書              |
| 43   | 賽爾圖   | 滿洲   | 雍正二年閏四月庚子 （1724年6月18日）      | 兵部侍郎                | 雍正二年十月丙申 （1724年12月11日）       | 改刑部尚書              |
| 44   | 賴都     | 滿洲   | 雍正二年十二月辛卯 （1725年2月4日）       | 原任授                  | 雍正五年八月癸巳 （1728年9月24日）        | 休                      |
| 45   | 常壽     | 滿洲   | 雍正五年八月癸巳 （1728年9月24日）        | 戶部左侍郎              | 雍正九年四月乙卯 （1731年5月28日）        | 去世                    |
| 46   | 三泰     | 滿洲   | 雍正九年三月乙酉 （1731年4月28日）        | 左都御史                | 乾隆十年三月己丑 （1745年4月18日）        | 休                      |
| 47   | 來保     | 滿洲   | 乾隆十年三月庚寅 （1745年4月19日）        | 刑部尚書                | 乾隆十二年三月丙午 （1747年4月25日）      | 改吏部尚書              |
| 48   | 海望     | 滿洲   | 乾隆十二年三月丙午 （1747年4月25日）      | 戶部尚書                | 乾隆十四年十二月辛卯 （1750年1月24日）    | 改戶部尚書              |
| 49   | 木和林   | 滿洲   | 乾隆十四年十二月辛卯 （1750年1月24日）    | 禮部左侍郎              | 乾隆十五年十一月丙辰 （1751年12月15日）   | 改左都御史              |
| 50   | 伍齡安   | 蒙古   | 乾隆十五年十一月丙辰 （1751年12月15日）   | 戶部左侍郎              | 乾隆二十六年十一月癸丑 （1761年12月14日） | 革                      |
| 51   | 永貴     | 滿洲   | 乾隆二十六年十一月甲寅 （1761年12月15日） | 左都御史                | 乾隆三十三年十二月庚申 （1769年1月13日）  | 改吏部尚書              |
| 52   | 觀保     | 滿洲   | 乾隆三十三年十二月庚申 （1769年1月13日）  | 左都御史                | 乾隆三十四年十月辛未 （1769年11月20日）   | 革                      |
| 53   | 永貴     | 滿洲   | 乾隆三十四年十月壬申 （1769年11月21日）   | 吏部尚書                | 乾隆三十四年十二月丙辰 （1770年1月4日）   | 降三級調任              |
| 54   | 阿桂     | 滿洲   | 乾隆三十四年十二月丙辰 （1770年1月4日）   | 副將軍                  | 乾隆三十五年八月戊寅 （1770年9月23日）    | 革                      |
| 55   | 永貴     | 滿洲   | 乾隆三十五年八月己卯 （1770年9月24日）    | 左都御史                | 乾隆三十八年正月戊午 （1773年2月19日）    | 署理戶部尚書            |
| 56   | 阿桂     | 滿洲   | 乾隆三十八年正月戊午 （1773年2月19日）    | 右副將軍                | 乾隆三十八年七月甲子 （1773年8月24日）    | 改戶部尚書              |
| 57   | 永貴     | 滿洲   | 乾隆三十八年七月甲子 （1773年8月24日）    | 署理戶部尚書            | 乾隆四十二年五月丁亥 （1777年6月27日）    | 改吏部尚書              |
| 58   | 福勒渾   | 滿洲   | 乾隆四十二年五月丁亥 （1777年6月27日）    | 湖廣總督                | 乾隆四十三年二月己酉 （1778年3月16日）    | 改工部尚書              |
| 59   | 特成額   | 蒙古   | 乾隆四十三年二月己酉 （1778年3月16日）    | 領侍衛內大臣            | 乾隆四十三年二月壬子 （1778年3月19日）    | 成都將軍                |
| 60   | 鐘音     | 滿洲   | 乾隆四十三年二月壬子 （1778年3月19日）    | 閩浙總督                | 乾隆四十三年九月戊戌 （1778年10月31日）   | 去世                    |
| 61   | 德保     | 滿洲   | 乾隆四十三年九月己亥 （1778年11月1日）    | 福建巡撫                | 乾隆五十四年正月癸酉 （1789年2月10日）    | 去世                    |
| 62   | 常青     | 滿洲   | 乾隆五十四年正月癸酉 （1789年2月10日）    | 前福州將軍              | 乾隆五十八年三月甲辰 （1793年4月21日）    | 去世                    |
| 63   | 德明     | 滿洲   | 乾隆五十八年三月甲辰 （1793年4月21日）    | 吏部左侍郎              | 嘉慶五年七月丙申 （1800年9月4日）         | 去世                    |
| 64   | 達椿     | 滿洲   | 嘉慶五年七月丙申 （1800年9月4日）         | 左都御史                | 嘉慶七年六月乙卯 （1802年7月15日）        | 去世                    |
| 65   | 長麟     | 覺羅   | 嘉慶七年六月乙卯 （1802年7月15日）        | 兵部右侍郎              | 嘉慶七年十一月庚寅 （1802年12月17日）     | 兩廣總督                |
| 66   | 永慶     | 滿洲   | 嘉慶七年十一月庚寅 （1802年12月17日）     | 鑲白旗蒙古都統          | 嘉慶八年七月乙巳 （1803年8月29日）        | 去世                    |
| 67   | 那彥成   | 滿洲   | 嘉慶八年七月乙巳 （1803年8月29日）        | 內閣學士 署理吏部左侍郎 | 嘉慶九年六月乙亥 （1804年7月24日）        | 改陝甘總督              |
| 68   | 琳寧     | 宗室   | 嘉慶九年六月乙亥 （1804年7月24日）        | 革職吏部尚書            | 嘉慶九年十一月壬辰 （1804年12月8日）      | 病免                    |
| 69   | 恭阿拉   | 滿洲   | 嘉慶九年十一月庚戌 （1804年12月26日）     | 左都御史                | 嘉慶十五年九月壬戌 （1810年10月8日）      | 改工部尚書              |
| 70   | 福慶     | 滿洲   | 嘉慶十五年九月壬戌 （1810年10月8日）      | 工部左侍郎              | 嘉慶十七年十月丁卯 （1812年12月1日）      | 改兵部尚書              |
| 71   | 恭阿拉   | 滿洲   | 嘉慶十七年十月丁卯 （1812年12月1日）      | 兵部尚書                | 嘉慶十七年十二月己未 （1813年1月11日）    | 去世                    |
| 72   | 鐵保     | 滿洲   | 嘉慶十七年十二月壬子 （1813年1月15日）    | 吏部左侍郎              | 嘉慶十八年九月甲申 （1813年10月14日）     | 改                      |
| 73   | 德文     | 滿洲   | 嘉慶十八年九月甲申 （1813年10月14日）     | 左都御史                | 嘉慶十八年九月癸巳 （1813年10月23日）     | 革                      |
| 74   | 成寧     | 滿洲   | 嘉慶十八年九月癸巳 （1813年10月23日）     | 工部尚書                | 嘉慶十九年閏二月甲子 （1814年3月23日）    | 解                      |
| 75   | 和寧     | 滿洲   | 嘉慶十九年閏二月甲子 （1814年3月23日）    | 熱河都統                | 嘉慶十九年三月甲寅 （1814年5月12日）      | 改兵部尚書              |
| 76   | 景安     | 滿洲   | 嘉慶十九年三月甲寅 （1814年5月12日）      | 左都御史                | 嘉慶十九年九月乙未 （1814年10月23日）     | 改戶部尚書              |
| 77   | 瑚圖禮   | 滿洲   | 嘉慶十九年九月乙未 （1814年10月23日）     | 戶部尚書                | 嘉慶十九年十二月辛酉 （1815年1月14日）    | 去世                    |
| 78   | 穆克登額 | 滿洲   | 嘉慶十九年十二月辛酉 （1815年1月14日）    | 工部左侍郎              | 嘉慶二十一年七月乙卯 （1816年8月30日）    | 降                      |
| 79   | 馬慧裕   | 漢軍旗 | 嘉慶二十一年七月丁巳 （1816年9月1日）     | 左都御史                | 嘉慶二十一年八月己亥 （1816年10月13日）   | 去世                    |
| 80   | 成寧     | 滿洲   | 嘉慶二十一年八月己亥 （1816年10月13日）   | 泰寧總兵                | 嘉慶二十二年七月甲寅 （1817年8月24日）    | 降內閣講讀學士          |
| 81   | 和寧     | 滿洲   | 嘉慶二十二年七月丙辰 （1817年8月26日）    | 兵部尚書                | 嘉慶二十二年十一月乙丑 （1817年1月2日）   | 改兵部尚書              |
| 82   | 穆克登額 | 滿洲   | 嘉慶二十二年十一月乙丑 （1817年1月2日）   | 泰寧總兵                | 嘉慶二十三年十二月辛卯 （1818年1月23日）  | 改左都御史              |
| 83   | 松筠     | 蒙古   | 嘉慶二十三年十二月辛卯 （1819年1月23日）  | 正白旗漢軍都統          | 嘉慶二十四年六月癸卯 （1819年8月3日）     | 改兵部尚書              |
| 84   | 崇祿     | 滿洲   | 嘉慶二十四年六月癸卯 （1819年8月3日）     | 兵部尚書                | 嘉慶二十四年九月戊子 （1819年11月16日）   | 降禮部左侍郎            |
| 85   | 穆克登額 | 滿洲   | 嘉慶二十四年九月戊子 （1819年11月16日）   | 工部右侍郎              | 嘉慶二十五年十月戊子 （1820年11月10日）   | 改工部尚書              |
| 86   | 普恭     | 滿洲   | 嘉慶二十五年十月戊子 （1820年11月10日）   | 左都御史                | 嘉慶二十五年十一月辛巳 （1821年1月2日）   | 改江寧將軍              |
| 87   | 文孚     | 蒙古   | 道光元年正月己未 （1821年2月9日）         | 左都御史                | 道光二年三月庚戌 （1822年3月27日）        | 改工部尚書              |
| 88   | 穆克登額 | 滿洲   | 道光二年三月庚戌 （1822年3月27日）        | 工部尚書                | 道光二年十一月辛巳 （1822年12月23日）     | 降禮部左侍郎            |
| 89   | 玉麟     | 滿洲   | 道光二年十一月乙酉 （1822年12月27日）     | 左都御史                | 道光三年四月甲辰 （1823年5月15日）        | 改兵部尚書              |
| 90   | 穆克登額 | 滿洲   | 道光三年四月甲辰 （1823年5月15日）        | 戶部左侍郎              | 道光六年五月乙未 （1826年6月19日）        | 病免                    |
| 91   | 松筠     | 蒙古   | 道光六年五月乙未 （1826年6月19日）        | 左都御史                | 道光九年六月甲戌 （1829年7月12日）        | 改兵部尚書              |
| 92   | 傅啓圖   | 滿洲   | 道光九年六月甲戌 （1829年7月12日）        | 內大臣                  | 道光九年九月己酉 （1829年10月15日）       | 革，降兵部右侍郎        |
| 93   | 耆英     | 宗室   | 道光九年九月己酉 （1829年10月15日）       | 戶部右侍郎              | 道光十四年七月丙子 （1834年8月17日）      | 改工部尚書              |
| 94   | 昇寅     | 滿洲   | 道光十四年七月丙子 （1834年8月17日）      | 左都御史                | 道光十四年十一月壬申 （1834年12月11日）   | 去世                    |
| 95   | 奕顥     | 宗室   | 道光十四年十一月壬申 （1834年12月11日）   | 左都御史                | 道光十四年十一月丙戌 （1834年12月25日）   | 兵部尚書                |
| 96   | 載銓     | 宗室   | 道光十四年十一月丙戌 （1834年12月25日）   | 領侍衛內大臣            | 道光十五年閏六月丁卯 （1835年8月3日）     | 改工部尚書              |
| 97   | 恩銘     | 滿洲   | 道光十五年閏六月丁卯 （1835年8月3日）     | 左都御史                | 道光十六年七月壬寅 （1836年9月1日）       | 革 降授刑部左侍郎       |
| 98   | 貴慶     | 滿洲   | 道光十六年七月壬寅 （1836年9月1日）       | 刑部左侍郎              | 道光十七年五月戊寅 （1837年6月4日）       | 病免                    |
| 99   | 奕紀     | 宗室   | 道光十七年五月戊寅 （1837年6月4日）       | 理藩院尚書              | 道光十八年閏四月庚寅 （1838年6月11日）    | 改戶部尚書              |
| 100  | 成格     | 滿洲   | 道光十八年閏四月庚寅 （1838年6月11日）    | 兵部尚書                | 道光十八年八月丙戌 （1838年10月5日）      | 革                      |
| 101  | 奎照     | 满洲   | 道光十八年八月己丑 （1838年10月8日）      | 左都御史                | 道光二十一年四月甲辰 （1841年6月9日）     | 病免                    |
| 102  | 色克精額 | 滿洲   | 道光二十二年 （1842年）                   |                         | 道光二十二年五月己未 （1842年6月19日）    | 去世                    |
| 103  | 恩桂     | 宗室   | 道光二十二年五月己未 （1842年6月19日）    | 理藩院尚書              | 道光二十二年十月乙未 （1842年11月22日）   | 改吏部尚書              |
| 104  | 麟魁     | 滿洲   | 道光二十三年四月丙子 （1843年5月2日）     | 吏部左侍郎              | 道光二十四年二月庚戌 （1844年3月31日）    | 革                      |
| 105  | 特登額   | 滿洲   | 道光二十四年二月庚戌 （1844年3月31日）    | 左都御史                | 道光二十五年八月甲寅 （1845年9月26日）    | 改工部尚書              |
| 106  | 保昌     | 滿洲   | 道光二十五年八月甲寅 （1845年9月26日）    | 正藍旗漢軍都統          | 道光二十八年二月壬子 （1848年3月12日）    | 改兵部尚書              |
| 107  | 麟魁     | 滿洲   | 道光二十八年二月壬子 （1848年3月12日）    | 刑部左侍郎              | 道光二十八年十二月乙丑 （1849年1月19日）  | 革                      |
| 108  | 成剛     | 宗室   | 道光二十八年十二月乙丑 （1849年1月19日）  | 左都御史                | 道光二十九年六月己丑 （1849年8月11日）    | 去世                    |
| 109  | 惠豐     | 滿洲   | 道光二十九年六月己丑 （1849年8月11日）    | 熱河都統                | 咸豐元年八月戊辰 （1851年9月9日）         | 去世                    |
| 110  | 奕湘     | 宗室   | 咸豐元年八月戊辰 （1851年9月9日）         | 成都將軍                | 咸豐三年九月丁未 （1853年10月7日）        | 病免                    |
| 111  | 麟魁     | 滿洲   | 咸豐三年九月丁未 （1853年10月7日）        | 工部尚書                | 咸豐五年十一月己卯 （1855年12月28日）     | 改刑部尚書              |
| 112  | 瑞麟     | 滿洲   | 咸豐五年十一月己卯 （1855年12月28日）     | 西安將軍                | 咸豐八年九月壬午 （1858年10月16日）       | 改戶部尚書              |
| 113  | 肅順     | 宗室   | 咸豐八年九月壬午 （1858年10月16日）       | 理藩院尚書              | 咸豐八年十二月庚午 （1859年2月1日）       | 改戶部尚書              |
| 114  | 麟魁     | 滿洲   | 咸豐八年十二月庚午 （1859年2月1日）       | 刑部尚書                | 咸豐十年五月丁酉 （1860年6月22日）        | 降三級調任 刑部右侍郎   |
| 115  | 綿森     | 宗室   | 咸豐十年五月丁酉 （1860年6月22日）        | 左都御史                | 咸豐十年六月乙亥 （1860年7月30日）        | 改工部尚書              |
| 116  | 倭什琿布 | 滿洲   | 咸豐十年六月乙亥 （1860年7月30日）        | 兵部尚書                | 同治五年十二月壬子 （1867年2月1日）       | 病免                    |
| 117  | 全慶     | 滿洲   | 同治五年十二月癸丑 （1867年2月2日）       | 左都御史                | 同治十年二月庚寅 （1871年4月19日）        | 改刑部尚書              |
| 118  | 存誠     | 宗室   | 同治十年二月庚寅 （1871年4月19日）        | 工部尚書                | 同治十一年七月己亥 （1872年8月20日）      | 去世                    |
| 119  | 靈桂     | 宗室   | 同治十一年七月己亥 （1872年8月20日）      | 理藩院尚書              | 光緒四年五月辛亥 （1878年6月2日）         | 改吏部尚書              |
| 120  | 恩承     | 滿洲   | 光緒四年五月辛亥 （1878年6月2日）         | 左都御史                | 光緒十年五月戊子 （1884年6月7日）         | 改刑部尚書              |
| 121  | 延煦     | 宗室   | 光緒十年五月戊子 （1884年6月7日）         | 理藩院尚書              | 光緒十三年二月戊子 （1887年3月4日）       | 去世                    |
| 122  | 奎潤     | 宗室   | 光緒十三年二月戊子 （1887年3月4日）       | 左都御史                | 光緒十六年二月庚辰 （1890年2月28日）      | 去世                    |
| 123  | 崑岡     | 宗室   | 光緒十六年二月庚辰 （1890年2月28日）      | 工部尚書                | 光緒二十二年四月戊子 （1896年6月4日）     | 遷體仁閣大學士          |
| 124  | 懷塔布   | 滿洲   | 光緒二十二年四月庚寅 （1896年6月6日）     | 工部尚書                | 光緒二十四年七月庚午 （1898年9月4日）     | 革                      |
| 125  | 裕祿     | 滿洲   | 光緒二十四年七月癸酉 （1898年9月7日）     | 鑲藍旗漢軍都統          | 光緒二十四年八月甲午 （1898年9月28日）    | 授直隸總督              |
| 126  | 啓秀     | 滿洲   | 光緒二十四年八月乙未 （1898年9月29日）    | 理藩院尚書              | 光緒二十六年十二月壬戌 （1901年2月13日）  | 革                      |
| 127  | 世續     | 滿洲   | 光緒二十六年十二月甲子 （1901年2月15日）  | 理藩院尚書              | 光緒二十九年八月壬申 （1903年10月11日）   | 改吏部尚書              |
| 128  | 榮慶     | 蒙古   | 光緒二十九年八月壬申 （1903年10月11日）   | 刑部尚書                | 光緒二十九年九月丙申 （1903年11月4日）    | 改戶部尚書              |
| 129  | 溥良     | 宗室   | 光緒二十九年九月丙申 （1903年11月4日）    | 左都御史                | 光緒三十二年九月甲寅 （1906年11月6日）    | 裁撤                    |
| 序号 | 姓名     | 籍贯   | 上任时间                                  | 任前职务                | 卸任时间                                  | 卸任原因                |

## 礼部汉尚书
| 序号 | 姓名   | 籍贯       | 上任时间                                  | 任前职务                    | 卸任时间                                  | 卸任原因                |
| ---- | ------ | ---------- | ----------------------------------------- | --------------------------- | ----------------------------------------- | ----------------------- |
| 1    | 李若琳 | 山東新城   | 順治五年七月丁丑 （1648年9月1日）         | 禮部左侍郎                  | 順治八年閏二月乙丑 （1651年4月7日）       | 革                      |
| 2    | 陳之遴 | 浙江海宁   | 順治八年閏二月戊辰 （1651年4月10日）      | 禮部右侍郎                  | 順治九年二月辛酉 （1652年3月28日）        | 遷內弘文院大學士        |
| 3    | 王鐸   | 河南孟津   | 順治九年三月乙亥 （1652年4月11日）        | 禮部左侍郎                  | 順治九年三月乙亥 （1652年4月11日）        | 未任去世                |
| 4    | 胡世安 | 四川井研   | 順治九年三月癸巳 （1652年4月29日）        | 禮部左侍郎                  | 順治十五年五月癸亥 （1658年6月7日）       | 遷內國史院大學士        |
| 5    | 王崇簡 | 直隶宛平   | 順治十五年六月甲申 （1658年7月18日）      | 吏部左侍郎                  | 順治十八年十一月乙未 （1662年1月9日）     | 病免                    |
| 6    | 沙澄   | 山東蓬萊   | 順治十八年十二月丁未 （1662年1月21日）    | 禮部左侍郎                  | 康熙五年八月甲戌 （1666年9月24日）        | 憂免                    |
| 7    | 梁清標 | 直隶正定   | 康熙五年九月丁亥 （1666年10月7日）        | 兵部尚書                    | 康熙六年三月辛巳 （1667年3月30日）        | 革                      |
| 8    | 黃機   | 浙江钱塘   | 康熙六年三月丁亥 （1667年4月5日）         | 禮部左侍郎                  | 康熙七年八月辛巳 （1668年9月20日）        | 改戶部尚書              |
| 9    | 郝惟訥 | 直隶霸州   | 康熙七年八月戊子 （1668年9月27日）        | 刑部尚書                    | 康熙八年四月己丑 （1669年5月26日）        | 改戶部尚書              |
| 10   | 龔鼎孳 | 安徽合肥   | 康熙八年五月乙未 （1669年6月1日）         | 兵部尚書                    | 康熙十二年九月戊辰 （1673年10月11日）     | 休                      |
| 11   | 吳正治 | 湖北江夏   | 康熙十二年九月乙亥 （1673年10月18日）     | 工部尚書                    | 康熙二十一年十月己丑 （1682年11月14日）   | 遷武英殿大學士          |
| 12   | 沙澄   | 山東蓬萊   | 康熙二十一年十月丁酉 （1682年11月22日）   | 原任授                      | 康熙二十五年九月辛亥 （1686年11月15日）   | 休                      |
| 13   | 張士甄 | 直隶通州   | 康熙二十五年十月丙辰 （1686年11月20日）   | 刑部尚書                    | 康熙二十七年五月癸未 （1688年6月9日）     | 改吏部尚書              |
| 14   | 熊賜履 | 湖北孝感   | 康熙二十七年六月戊辰 （1688年7月24日）    | 原武英殿大學士              | 康熙二十七年十二月庚子 （1788年12月23日） | 憂免                    |
| 15   | 張玉書 | 江苏丹徒   | 康熙二十七年十二月己酉 （1789年1月1日）   | 兵部尚書                    | 康熙二十九年六月乙酉 （1690年7月31日）    | 遷文華殿大學士          |
| 16   | 張英   | 安徽桐城   | 康熙二十九年七月庚寅 （1690年8月5日）     | 工部尚書                    | 康熙二十九年十月辛巳年 （1690年11月24日） | 革                      |
| 17   | 熊賜履 | 湖北孝感   | 康熙二十九年十一月己亥 （1690年12月12日） | 服闕原任授                  | 康熙三十一年十月癸巳 （1692年11月25日）   | 改吏部尚書              |
| 18   | 張英   | 安徽桐城   | 康熙三十一年十月戊戌 （1692年11月30日）   | 翰林院掌院學士 兼詹事府詹事 | 康熙三十八年十一月己亥 （1699年12月25日） | 遷文華殿大學士          |
| 19   | 杜臻   | 浙江秀水   | 康熙三十八年十一月己亥 （1699年12月25日） | 兵部尚書                    | 康熙三十九年六月癸亥 （1700年7月17日）    | 病免                    |
| 20   | 王澤宏 | 湖北黃岡   | 康熙三十九年六月己巳 （1700年7月23日）    | 左都御史                    | 康熙三十九年十一月辛丑 （1700年12月22日） | 休                      |
| 21   | 韓菼   | 江南长洲   | 康熙三十九年十一月丙午 （1700年12月27日） | 吏部右侍郎                  | 康熙四十三年九月己未 （1704年10月22日）   | 去世                    |
| 22   | 李振裕 | 江西吉水   | 康熙四十三年十月庚辰 （1704年11月10日）   | 戶部尚書                    | 康熙四十八年正月乙未 （1709年3月4日）     | 休                      |
| 23   | 許汝霖 | 浙江海宁   | 康熙四十八年二月庚午 （1709年4月8日）     | 戶部右侍郎                  | 康熙四十九年十一月丙申 （1710年12月25日） | 休                      |
| 24   | 王掞   | 江南太仓   | 康熙四十九年十一月癸卯 （1711年1月1日）   | 兵部尚書                    | 康熙五十一年四月乙亥 （1712年5月27日）    | 遷文淵閣大學士          |
| 25   | 陳詵   | 浙江海宁   | 康熙五十一年四月乙亥 （1712年5月27日）    | 工部尚書                    | 康熙五十八年十一月丙子 （1719年12月18日） | 休                      |
| 26   | 蔡升元 | 浙江德清   | 康熙五十八年十二月壬寅 （1720年1月13日）  | 左都御史                    | 康熙六十年閏六月庚午 （1721年8月3日）     | 葬假                    |
| 27   | 陳元龍 | 江苏海宁   | 康熙六十年十二月丁丑 （1722年2月6日）     | 工部尚書                    | 康熙六十一年十二月己巳 （1723年1月24日）  | 改兵部尚書              |
| 28   | 張廷玉 | 安徽桐城   | 康熙六十一年十二月壬申 （1723年1月27日）  | 吏部右侍郎                  | 雍正元年九月壬午 （1723年10月4日）        | 改戶部尚書              |
| 29   | 張伯行 | 河南仪封   | 雍正元年九月壬午 （1723年10月4日）        | 戶部右侍郎                  | 雍正三年二月辛卯 （1725年4月5日）         | 去世                    |
| 30   | 李周望 | 直隶蔚州   | 雍正三年二月丁酉 （1725年4月11日）        | 戶部左侍郎                  | 雍正六年 （1728年）                       | 憂免                    |
| 31   | 石文焯 | 奉天广宁   | 雍正六年十月癸巳 （1728年11月17日）       | 兵部尚書                    | 雍正八年六月癸亥 （1730年8月9日）         | 革                      |
| 32   | 錢以塏 | 浙江嘉善   | 雍正八年六月癸亥 （1730年8月9日）         | 禮部左侍郎                  | 雍正九年九月丙戌 （1731年10月26日）       | 休                      |
| 33   | 魏廷珍 | 直隶景州   | 雍正九年十月戊申 （1731年11月17日）       | 湖北巡撫                    | 雍正十年二月乙未 （1732年3月3日）         | 漕運總督                |
| 34   | 張大有 | 陕西郃阳   | 雍正十年四月丙午 （1732年5月13日）        | 工部尚書                    | 雍正十年十二月庚辰 （1733年2月11日）      | 去世                    |
| 35   | 吳士玉 | 江蘇吳縣   | 雍正十一年二月庚申 （1733年3月23日）      | 左都御史                    | 雍正十一年三月癸卯 （1733年5月5日）       | 去世                    |
| 36   | 吳襄   | 安徽青阳   | 雍正十一年四月乙卯 （1733年5月17日）      | 禮部右侍郎                  | 雍正十三年三月戊戌 （1735年4月20日）      | 去世                    |
| 37   | 魏廷珍 | 直隶景州   | 雍正十三年二月庚戌 （1735年3月3日）       | 兵部尚書                    | 雍正十三年十月 （1735年）                 | 休                      |
| 38   | 任蘭枝 | 江苏溧阳   | 雍正十三年十月辛未 （1735年11月19日）     | 吏部左侍郎                  | 乾隆三年十月丙申 （1738年11月28日）       | 改戶部尚書              |
| 39   | 趙國麟 | 山东泰安   | 乾隆三年十月丙申 （1738年11月28日）       | 刑部尚書                    | 乾隆四年正月壬申 （1739年3月4日）         | 遷文淵閣大學士          |
| 40   | 任蘭枝 | 江苏溧阳   | 乾隆四年正月壬申 （1739年3月4日）         | 戶部尚書                    | 乾隆七年正月壬戌 （1742年2月6日）         | 改兵部尚書              |
| 41   | 趙國麟 | 山东泰安   | 乾隆七年正月壬戌 （1742年2月6日）         | 兵部左侍郎                  | 乾隆七年七月乙丑 （1742年8月8日）         | 革                      |
| 42   | 任蘭枝 | 江苏溧阳   | 乾隆七年七月己巳 （1742年8月12日）        | 兵部尚書                    | 乾隆十年十月戊午 （1745年11月13日）       | 休                      |
| 43   | 王安國 | 江南高邮   | 乾隆十年十一月壬申 （1745年11月27日）     | 服闕兵部尚書                | 乾隆二十年五月辛卯 （1755年6月27日）      | 改吏部尚書              |
| 44   | 楊錫紱 | 江西清江   | 乾隆二十年五月辛卯 （1755年6月27日）      | 左都御史 署理湖南巡撫       | 乾隆二十二年正月甲辰 （1757年3月1日）     | 改漕運總督              |
| 45   | 何國宗 | 顺天大兴   | 乾隆二十二年正月甲辰 （1757年3月1日）     | 左都御史                    | 乾隆二十二年四月乙酉 （1757年6月10日）    | 革                      |
| 46   | 歸宣光 | 江苏常熟   | 乾隆二十二年四月乙酉 （1757年6月10日）    | 吏部左侍郎                  | 乾隆二十三年九月戊戌 （1758年10月16日）   | 改左都御史              |
| 47   | 嵇璜   | 江南长洲   | 乾隆二十三年九月戊戌 （1758年10月16日）   | 工部尚書                    | 乾隆二十四年閏六月乙巳 （1759年8月19日）  | 乞養                    |
| 48   | 陳惪華 | 直隸安州   | 乾隆二十四年閏六月乙巳 （1759年8月19日）  | 左都御史                    | 乾隆二十九年十二月甲午 （1765年1月8日）   | 病免                    |
| 49   | 董邦達 | 浙江富陽   | 乾隆二十九年十二月甲午 （1765年1月8日）   | 工部尚書                    | 乾隆三十一年正月乙未 （1766年3月5日）     | 改工部尚書              |
| 50   | 張泰開 | 江南金匮   | 乾隆三十一年正月乙未 （1766年3月5日）     | 左都御史                    | 乾隆三十二年五月庚午 （1767年6月3日）     | 改左都御史              |
| 51   | 嵇璜   | 江南长洲   | 乾隆三十二年五月庚午 （1767年6月3日）     |                             | 乾隆三十二年七月辛巳 （1767年8月13日）    | 改河東河道總督          |
| 52   | 裘曰修 | 江西新建   | 乾隆三十二年七月辛巳 （1767年8月13日）    | 戶部左侍郎                  | 乾隆三十二年八月癸酉 （1767年10月4日）    | 改工部尚書              |
| 53   | 董邦達 | 浙江富陽   | 乾隆三十二年八月癸酉 （1767年10月4日）    | 工部尚書                    | 乾隆三十四年七月戊戌 （1769年8月19日）    | 去世                    |
| 54   | 陸宗楷 | 浙江仁和   | 乾隆三十四年七月己亥 （1769年8月20日）    | 兵部尚書                    | 乾隆三十四年十月辛未 （1769年11月20日）   | 降二級調任              |
| 55   | 吳紹詩 | 山东海丰   | 乾隆三十四年十月壬申 （1769年11月21日）   | 左都御史                    | 乾隆三十四年十一月丁亥 （1769年12月6日）  | 革                      |
| 56   | 王際華 | 浙江钱塘   | 乾隆三十四年十一月庚寅 （1769年12月9日）  | 戶部左侍郎                  | 乾隆三十八年八月己丑 （1773年9月18日）    | 改戶部尚書              |
| 57   | 蔡新   | 福建漳浦   | 乾隆三十八年八月己丑 （1773年9月18日）    | 兵部尚書                    | 乾隆四十年十二月丁未 （1776年1月24日）    | 改兵部尚書              |
| 58   | 曹秀先 | 江西新建   | 乾隆四十年十二月丁未 （1776年1月24日）    | 吏部左侍郎                  | 乾隆四十九年七月丁巳 （1784年8月19日）    | 去世                    |
| 59   | 姚成烈 | 浙江錢塘   | 乾隆四十九年七月丁巳 （1784年8月19日）    | 湖北巡撫                    | 乾隆五十一年正月辛酉 （1786年2月14日）    | 去世                    |
| 60   | 彭元瑞 | 江西南昌   | 乾隆五十一年正月辛酉 （1786年2月14日）    | 吏部右侍郎                  | 乾隆五十二年正月丁亥 （1787年3月7日）     | 改兵部尚書              |
| 61   | 紀昀   | 直隶献县   | 乾隆五十二年正月丁亥 （1787年3月7日）     | 左都御史                    | 乾隆五十六年正月甲辰 （1791年3月3日）     | 改左都御史              |
| 62   | 劉墉   | 山東諸城   | 乾隆五十六年正月甲辰 （1791年3月3日）     | 左都御史                    | 乾隆五十七年八月癸酉 （1792年9月22日）    | 改吏部尚書              |
| 63   | 紀昀   | 直隶献县   | 乾隆五十七年八月癸酉 （1792年9月22日）    | 左都御史                    | 嘉慶元年六月乙亥 （1796年7月5日）         | 改兵部尚書              |
| 64   | 金士松 | 江苏吴江   | 嘉慶元年六月乙亥 （1796年7月5日）         | 左都御史                    | 嘉慶二年八月丙辰 （1797年10月9日）        | 改兵部尚書              |
| 65   | 紀昀   | 直隶献县   | 嘉慶二年八月丙辰 （1797年10月9日）        | 左都御史                    | 嘉慶十年二月己巳 （1805年3月15日）        | 去世                    |
| 66   | 劉權之 | 湖南长沙   | 嘉慶十年二月辛未 （1805年3月17日）        | 兵部尚書                    | 嘉慶十年閏六月壬午 （1805年7月26日）      | 降翰林院編修            |
| 67   | 王懿修 | 安徽青阳   | 嘉慶十年閏六月壬午 （1805年7月26日）      | 左都御史                    | 嘉慶十八年九月癸未 （1813年10月13日）     | 休                      |
| 68   | 胡長齡 | 直隸通州   | 嘉慶十八年九月甲申 （1813年10月14日）     | 禮部左侍郎                  | 嘉慶十九年八月乙亥 （1814年9月30日）      | 病免                    |
| 69   | 戴均元 | 江西大庾   | 嘉慶十九年八月乙亥 （1814年9月30日）      | 左都御史                    | 嘉慶二十一年閏六月壬寅 （1816年8月17日）  | 改吏部尚書              |
| 70   | 章煦   | 浙江錢塘   | 嘉慶二十一年閏六月壬寅 （1816年8月17日）  | 吏部尚書                    | 嘉慶二十一年十一月己巳 （1817年1月11日）  | 改刑部尚書              |
| 71   | 周兆基 | 湖北江夏   | 嘉慶二十一年十一月己巳 （1817年1月11日）  | 工部尚書                    | 嘉慶二十二年 （1817年）                   | 去世                    |
| 72   | 盧蔭溥 | 山東德州   | 嘉慶二十二年三月戊辰 （1817年5月10日）    | 戶部右侍郎                  | 嘉慶二十二年三月辛未 （1817年5月13日）    | 改兵部尚書              |
| 73   | 戴聯奎 | 江蘇如皋   | 嘉慶二十二年三月辛未 （1817年5月13日）    | 左都御史                    | 嘉慶二十三年三月庚戌 （1818年4月17日）    | 改兵部尚書              |
| 74   | 汪廷珍 | 江苏山阳   | 嘉慶二十三年三月庚戌 （1818年4月17日）    | 左都御史                    | 嘉慶二十四年九月戊子 （1819年11月16日）   | 降禮部左侍郎            |
| 75   | 黃鉞   | 安徽當塗   | 嘉慶二十四年九月戊子 （1819年11月16日）   | 戶部左侍郎                  | 嘉慶二十五年九月壬戌 （1820年10月15日）   | 改戶部尚書              |
| 76   | 汪廷珍 | 江苏山阳   | 嘉慶二十五年九月壬戌 （1820年10月15日）   | 左都御史                    | 道光七年七月壬子 （1827年8月30日）        | 去世                    |
| 77   | 姚文田 | 浙江歸安   | 道光七年七月丙辰 （1827年9月3日）         | 左都御史                    | 道光七年十月丙戌 （1827年12月2日）        | 去世                    |
| 78   | 湯金釗 | 浙江蕭山   | 道光七年十月丙戌 （1827年12月2日）        | 左都御史                    | 道光十年九月戊寅 （1830年11月8日）        | 改吏部尚書              |
| 79   | 王引之 | 江蘇高郵   | 道光十年九月戊寅 （1830年11月8日）        | 工部尚書                    | 道光十二年正月癸酉 （1832年2月26日）      | 憂免                    |
| 80   | 汪守和 | 江西樂平   | 道光十二年正月癸酉 （1832年2月26日）      | 戶部左侍郎                  | 道光十四年二月辛酉 （1834年4月4日）       | 改工部尚書              |
| 81   | 史致儼 | 江蘇江都   | 道光十四年二月辛酉 （1834年4月4日）       | 左都御史                    | 道光十四年十一月乙丑 （1834年12月4日）    | 改工部尚書              |
| 82   | 汪守和 | 江西樂平   | 道光十四年十一月乙丑 （1834年12月4日）    | 工部尚書                    | 道光十六年五月戊戌 （1836年6月29日）      | 去世                    |
| 83   | 吳椿   | 安徽歙縣   | 道光十六年五月戊戌 （1836年6月29日）      | 左都御史                    | 道光十八年九月乙丑 （1838年11月13日）     | 改戶部尚書              |
| 84   | 龔守正 | 浙江仁和   | 道光十九年三月辛丑 （1839年4月18日）      | 左都御史                    | 道光二十三年十二月丁巳 （1844年2月7日）   | 病免                    |
| 85   | 陳官俊 | 山東濰縣   | 道光二十三年十二月丁巳 （1844年2月7日）   | 吏部左侍郎                  | 道光二十四年二月庚戌 （1845年3月31日）    | 改工部尚書              |
| 86   | 李宗昉 | 江蘇山陽   | 道光二十四年二月庚戌 （1845年3月31日）    | 左都御史                    | 道光二十五年十月辛丑 （1846年11月12日）   | 病免                    |
| 87   | 祝慶藩 | 河南固始   | 道光二十五年十月辛丑 （1846年11月12日）   | 左都御史                    | 道光二十七年三月乙巳 （1847年5月10日）    | 降二級調任              |
| 88   | 魏元烺 | 直隸昌黎   | 道光二十七年三月乙巳 （1847年5月10日）    | 左都御史                    | 道光二十七年五月丙戌 （1847年6月20日）    | 兵部尚書                |
| 89   | 賈楨   | 山東黃縣   | 道光二十七年五月丙戌 （1847年6月20日）    | 左都御史                    | 道光二十九年七月戊戌 （1849年8月20日）    | 改吏部尚書              |
| 90   | 孫瑞珍 | 山東濟寧   | 道光二十九年七月戊戌 （1849年8月20日）    | 左都御史                    | 道光三十年五月庚戌 （1850年6月28日）      | 改工部尚書              |
| 91   | 何汝霖 | 江苏江宁   | 道光三十年五月庚戌 （1850年6月28日）      | 前兵部尚書                  | 咸豐二年十二月辛巳 （1853年1月14日）      | 去世                    |
| 92   | 徐澤醇 | 漢軍正藍旗 | 咸豐二年十二月辛巳 （1853年1月14日）      | 四川總督                    | 咸豐八年十一月己卯 （1858年12月12日）     | 去世                    |
| 93   | 朱嶟   | 雲南通海   | 咸豐八年十一月己卯 （1858年12月12日）     | 左都御史                    | 咸豐十一年十二月戊寅 （1862年1月24日）    | 病免                    |
| 94   | 祁寯藻 | 山西壽陽   | 同治元年二月壬戌 （1862年3月9日）         | 前大學士                    | 同治三年七月壬戌 （1863年8月25日）        | 解                      |
| 95   | 李棠階 | 河南河內   | 同治三年七月壬戌 （1863年8月25日）        | 工部尚書                    | 同治四年十一月壬申 （1865年12月28日）     | 去世                    |
| 96   | 萬青藜 | 江西德化   | 同治四年十一月壬申 （1865年12月28日）     | 兵部尚書                    | 光緒四年五月戊辰 （1878年6月19日）        | 改吏部尚書              |
| 97   | 徐桐   | 漢軍正藍旗 | 光緒四年五月戊辰 （1878年6月19日）        | 左都御史                    | 光緒十年三月庚寅 （1884年4月10日）        | 改吏部尚書              |
| 98   | 畢道遠 | 山東淄川   | 光緒十年三月庚寅 （1884年4月10日）        | 左都御史                    | 光緒十三年九月丁巳 （1887年10月19日）     | 病免                    |
| 99   | 李鴻藻 | 直隸高陽   | 光緒十三年九月丁巳 （1887年10月19日）     | 吏部右侍郎                  | 光緒二十二年十月辛卯 （1896年12月4日）    | 改吏部尚書              |
| 100  | 孫家鼐 | 安徽寿县   | 光緒二十二年十月辛卯 （1896年12月4日）    | 工部尚書                    | 光緒二十三年七月壬辰 （1897年8月2日）     | 改吏部尚書              |
| 101  | 許應騤 | 广东番禺   | 光緒二十三年七月壬辰 （1897年8月2日）     | 工部尚書                    | 光緒二十四年七月庚午 （1898年9月4日）     | 革                      |
| 102  | 李端棻 | 贵州贵筑   | 光緒二十四年七月癸酉 （1898年9月7日）     | 倉場侍郎                    | 光緒二十四年八月庚子 （1898年10月4日）    | 革                      |
| 103  | 廖壽恒 | 江蘇嘉定   | 光緒二十四年八月辛丑 （1898年10月5日）    | 刑部尚書                    | 光緒二十六年九月丁丑 （1900年10月31日）   | 病免                    |
| 104  | 鹿傳霖 | 直隶定兴   | 光緒二十六年九月丁丑 （1900年10月31日）   | 左都御史                    | 光緒二十六年十月癸丑 （1900年12月6日）    | 改戶部尚書              |
| 105  | 孫家鼐 | 安徽寿县   | 光緒二十六年十月癸丑 （1900年12月6日）    | 前協辦大學士 吏部尚書       | 光緒二十七年三月癸巳 （1901年5月15日）    | 改吏部尚書              |
| 106  | 徐郙   | 江蘇嘉定   | 光緒二十七年三月癸巳 （1901年5月15日）    | 吏部尚書                    | 光緒三十二年正月壬辰 （1906年2月17日）    | 休                      |
| 107  | 戴鴻慈 | 廣東南海   | 光緒三十二年正月癸巳 （1906年2月18日）    | 戶部右侍郎                  | 光緒三十二年九月甲寅 （1906年11月6日）    | 裁撤漢尚書 改授法部尚書 |
| 序号 | 姓名   | 籍贯       | 上任时间                                  | 任前职务                    | 卸任时间                                  | 卸任原因                |

## 礼部尚书
光緒三十二年九月二十日（1906年11月6日）改組，次日全部任命，各部各設尚書一員，不分滿漢。
| 序号 | 姓名   | 籍贯 | 上任时间                               | 任前职务       | 卸任时间                           | 卸任原因     |
| ---- | ------ | ---- | -------------------------------------- | -------------- | ---------------------------------- | ------------ |
| 1    | 溥良   | 宗室 | 光緒三十二年九月乙卯 （1906年11月7日） | 禮部滿尚書     | 宣統元年八月己亥 （1909年10月6日） | 改察哈爾都統 |
| 2    | 葛寶華 |      | 宣統元年八月己亥 （1909年10月6日）     | 鑲紅旗蒙古都統 | 宣統二年二月乙未 （1910年3月31日） | 去世         |
| 3    | 榮慶   | 蒙古 | 宣統二年二月丙申 （1910年4月1日）      | 學部尚書       | 宣統三年四月戊寅 （1911年5月8日）  | 裁撤         |
| 序号 | 姓名   | 籍贯 | 上任时间                               | 任前职务       | 卸任时间                           | 卸任原因     |

## 典禮院掌院學士
宣統三年四月辛亥（1911年5月8日），根據內閣官制改組，禮部裁撤，原有機構改組為典禮院，設掌院學士一員，不分滿漢。
| 序号 | 姓名   | 籍贯 | 上任时间                           | 任前职务 | 卸任时间                             | 卸任原因 |
| ---- | ------ | ---- | ---------------------------------- | -------- | ------------------------------------ | -------- |
| 1    | 李殿林 |      | 宣統三年六月辛卯 （1911年7月20日） | 吏部尚書 | 宣统三年十二月戊午 （1912年2月12日） | 清朝覆滅 |
| 序号 | 姓名   | 籍贯 | 上任时间                           | 任前职务 | 卸任时间                             | 卸任原因 |